# Zakon o ohranitvi naboja
Zakon o ohranitvi električnega naboja navaja, da se električni naboj ohranja v sklenjenem električnem krogu.
Skupna količina električnega naboja, količina pozitivnega naboja minus količina negativnega naboja v Vesolju, se ohranja. Prvi je načelo zapisal Benjamin Franklin leta 1747.
Zakon o ohranitvi naboja je fizikalni zakon, ki pravi, da je sprememba v količini električnega naboja v dani prostornini prostora enaka količini naboja, ki teče v prostor minus količina naboja, ki teče iz prostora.
Z vektorsko analizo se lahko zakon izrazi s pomočjo gostote naboja {\displaystyle \rho \,} (v coulombih na kubični meter C/m3) in gostoto električnega toka {\displaystyle \mathbf {j} \,} (v amperih na kvadratni meter (A/m2):
{\displaystyle {\frac {\partial \rho }{\partial t}}+\nabla \cdot \mathbf {j} =0\!\,.}
Člen na levi strani je stopnja spremembe gostote naboja {\displaystyle \rho \,} v točki. Člen na desni je divergenca gostote toka {\displaystyle \mathbf {j} \,}. Enačba izenačuje dva faktorja in pravi, da je edin način za spremembo gostote naboja v točki sprememba toka v ali iz točke. Ta izjava je enakovredna ohranitvi četverca toka.